# Jan Zwolicki
Jan Zwolicki (ur. 1967 w Świeciu nad Wisłą) – polski malarz, absolwent Państwowego Liceum Sztuk Plastycznych w Bydgoszczy. 
Zdobył uznanie w Niemczech dzięki wystawie „Sztuka w Urzędzie” w Miltenbergu. Od tego czasu artysta regularnie współpracuje z Nowym Towarzystwem Artystycznym Aschaffenburga (niem. Neuer Kunstverein Aschaffenburg) i regularnie wystawia swoje prace w Niemczech i w Polsce.
Prace Jana Zwolickiego uchodzą za nieszablonowe, dynamiczne z dozą ironii i satyry. Podkreśla się także łączenie barw o różnych temperaturach i fotograficzne inspiracje w jego pracach. Niekiedy prace malarza zalicza się do tradycji Nowej Figuracji.